# Sanhedrija

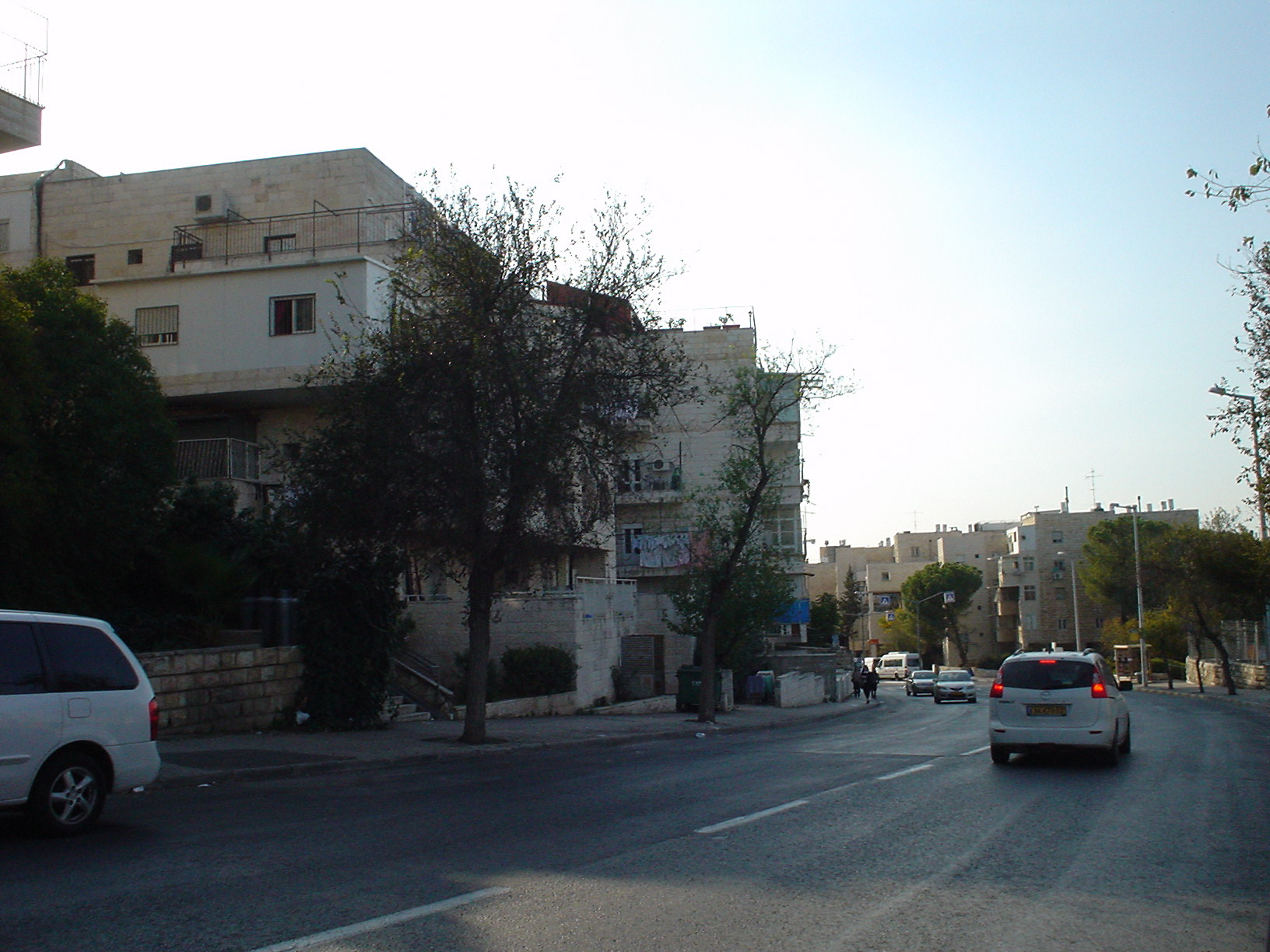
Ulice Jam Suf ve čtvrti Sanhedrija

Sanhedrija (hebrejsky: סנהדריה) je ultraortodoxní židovská čtvrť v severní části Jeruzaléma v Izraeli. Leží východně od ulice Goldy Meirové a sousední se čtvrtěmi Ramat Eškol, Šmu'el ha-Navi, Ma'alot Dafna a hřbitovem Sanhedrija.
Čtvrť je pojmenována po sedmdesáti soudcích Sanhedrinu, kteří jsou podle místní tradice pohřbeni v nedaleké jeskyni.

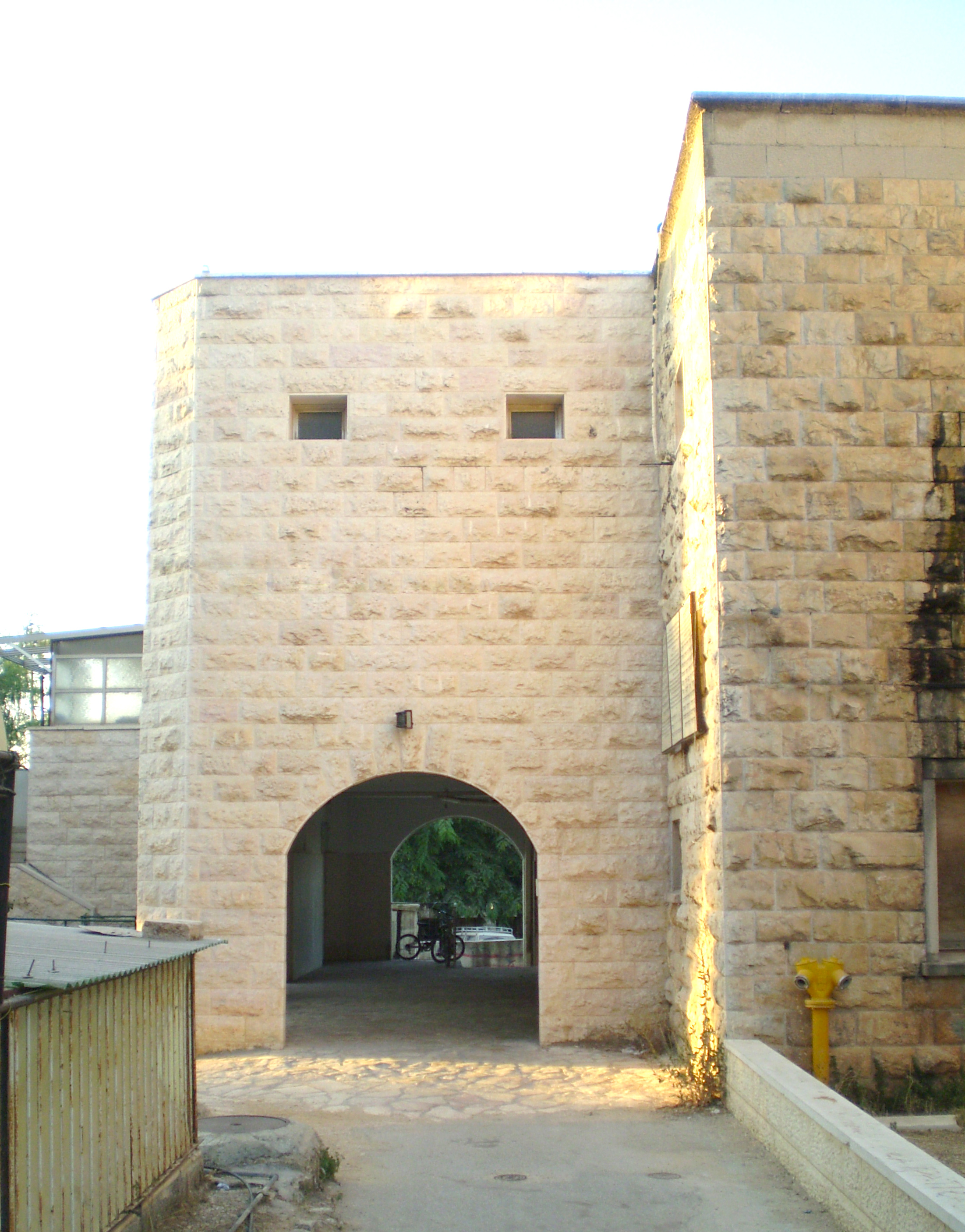
Synagoga PAGI
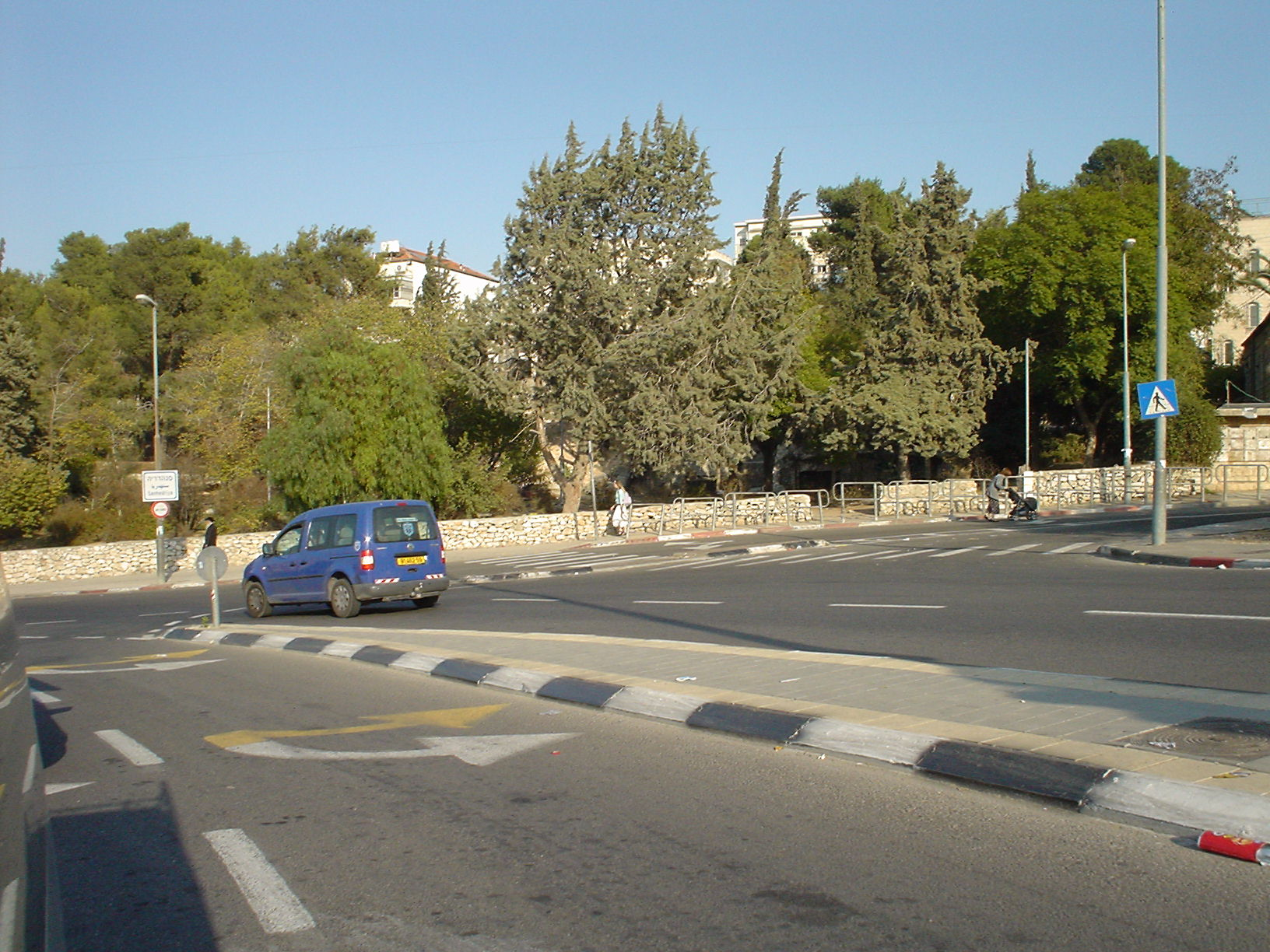
Pohled na Sanhedriju z ulice Ramot
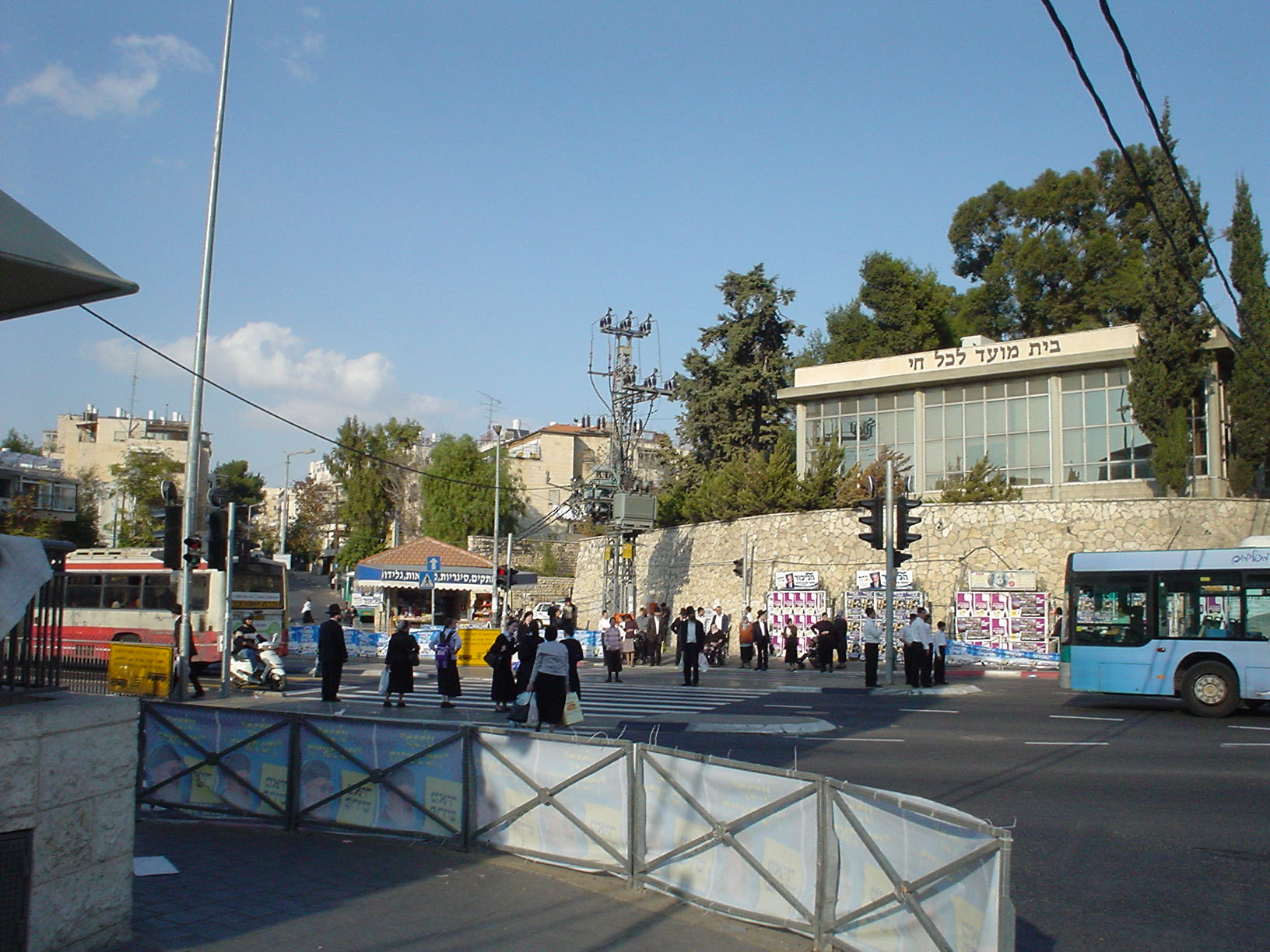
Křižovatka, napravo je hřbitov, v pozadí je vjezd do čtvrti